# Hammer Stadtrecht
Das Gründungsprivileg der Stadt Hamm ist in einer Urkunde des Stadtgründers, Graf Adolf I. von der Mark, festgehalten, die auf Anfang November des Jahres 1213 datiert. Diese Urkunde führt das Hammer Stadtrecht auf das Lippstädter Stadtrecht zurück, das wiederum Bezug auf das Soester Recht nimmt. Wegen einer Reihe von Ungereimtheiten wurde die Urkunde von einigen Historikern für eine Fälschung gehalten. Mögliche Folge dieser Annahme ist, dass Hamm nicht, wie allgemein angenommen, von Anfang an über Stadtrechte verfügte, sondern sich diese erst später auf der Basis betrügerischer Machenschaften erschlichen hat. Diese Darstellung darf inzwischen als widerlegt gelten, da der Enkel des Stadtgründers, Graf Eberhard I. von der Mark, das Hammer Stadtrecht 1279 unter ausdrücklicher Bezugnahme auf die Urkunde von 1213 bestätigt hat. Ein Irrtum oder eine Täuschung des Grafen über eine dermaßen wichtige Angelegenheit ist dabei so gut wie ausgeschlossen.

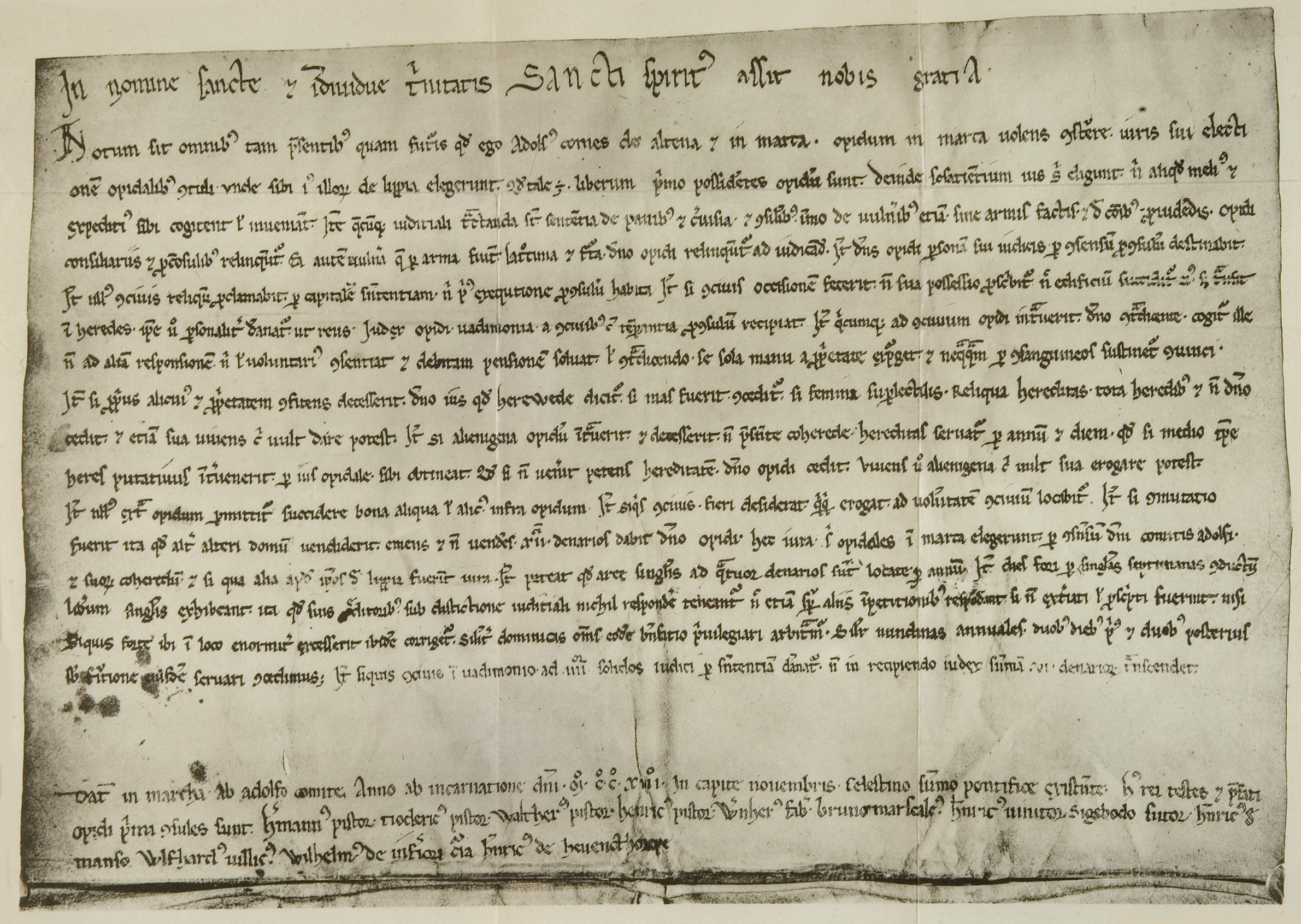
Gründungsprivileg für das „opidum in Marca“, heute Hamm

## Unstimmigkeiten in der Urkunde von 1213

### Siegel
Eine Urkunde aus dem Jahre 1213, die tatsächlich auf Graf Adolf von der Mark zurückgeht, müsste sein älteres Siegel zeigen, das er bis etwa zum Jahre 1225 geführt hat. Bei der fraglichen Urkunde ist ein solches Siegel zwar vorhanden, es bestehen aber Zweifel daran, ob es sich dort von Anfang an befunden hat. Das pergamentene Band des echten Siegels ist durchtrennt und das lose Siegel nur durch aufgeklebte Seidenfäden mit der Urkunde verbunden. Overmann und Philippi nehmen an, das Siegel sei von einer anderen Urkunde abgeschnitten oder abgerissen worden. Sie belegen dies vor allem dadurch, dass sich die lose Befestigung durch die farbigen Seidenfäden bei näherer Untersuchung der Urkunde gelöst habe, was bei ursprünglicher Befestigung ohne Beschädigung des Siegels oder der Seidenfäden unmöglich gewesen wäre. Die Urkunde erweise sich somit formell als eine Fälschung, die durch Anhängung eines von einer anderen Urkunde stammenden Siegels den Eindruck erwecke, tatsächlich vom Stadtgründer Hamms gefertigt worden zu sein.
Dem widerspricht Kewer. Wäre die Urkunde eine Fälschung, hätte der Fälscher das gürtelförmige Pergamentband, das durch waagerechte spangenförmige Einschnitte in der Urkunde durchgezogen und mit seinen offenen Bandenden in das Siegel eingesiegelt war, nur auf der Rückseite des doppelt aufeinanderliegenden Bandes einseitig durchschnitten und es dann nach dem Einziehen in die zu fälschende Urkunde zusammengeklebt, um so zu verhindern, dass die Fälschung auf den ersten Blick als solche zu erkennen gewesen wäre. Eine dermaßen dilettantische Fälschung wäre ansonsten für ihn nutzlos gewesen. Tatsächlich sei der ungewöhnliche Zustand des Siegels dadurch zu erklären, dass derartige Siegel zum Schutz gegen Beschädigungen beim Weglegen in einen Schrein so eingefaltet wurden, dass sie mit der Siegelfläche auf der Urkunde lagen und von weiteren darauf gelegten Urkunden schützend gedeckt wurden. Dies habe dazu geführt, dass im Pergamentband des Siegels ein Falz entstanden sei, der im Laufe der Zeit brüchig wurde, so dass das Siegel dort leicht abreißen konnte. Ein derartiger Abriss des Siegelbandes sei deutlich erkennbar. Ein pflichtbewusster Aktuar habe dann das abgerissene Siegel mit Seidenschnüren an der Urkunde befestigt, damit es nicht verloren geht und als zugehörig erkennbar war.
Auch sei kein Motiv für eine derartige Fälschung erkennbar. Die Grafen von der Mark hatten eigene, umfangreiche Aufzeichnungen über die ihnen zustehenden Rechte und Untertanenverpflichtungen, die von ihren Beamten akribisch protokolliert wurden. Wäre einem Nachfolger des Grafen Adolf eine gefälschte Urkunde von solcher Tragweite vorgelegt worden, hätte er oder einer seiner Beamten dies auf der Basis der eigenen Aufzeichnungen problemlos erkannt. Auch waren sowohl der Graf selbst als auch seine Beamten über diese Rechte umfassend informiert, insbesondere in Bezug auf die in unmittelbarer Nachbarschaft der landesherrlichen Residenz gelegenen Stadt Hamm.
Entscheidend sei aber, dass der Inhalt der umstrittenen Urkunde in seinem vollen Wortlaut am 21. März 1279 durch Graf Eberhard I. von der Mark (1277–1308) bestätigt worden ist, und zwar im Rahmen einer Urkunde, die als zweifelsfrei echt zu gelten hat. Eberhard nimmt dort ausdrücklich Bezug auf die Urkunde von 1213 und bestätigt das Hammer Stadtrecht als das Lippstädter Recht, so wie sie es von unserem Großvater, dem Grafen Adolf (1198–1249), und von unserem Vater, dem Grafen Engelbert (1249–1277), bis zu uns gehabt haben.
Ein Irrtum des Grafen Eberhard sei dabei auszuschließen. Die Regierungszeit des Grafen Adolf lag gerade 30 Jahre zurück. Es seien deshalb mit ziemlicher Sicherheit Aufzeichnungen über die damaligen Vorgänge vorhanden gewesen. Wahrscheinlicher noch habe Graf Eberhard das Hammer Stadtrecht aber aus eigenem Wissen bestätigt. Es dürfe daher als sicher angesehen werden, dass er nicht durch Vorlage einer primitiv gefälschten Urkunde getäuscht worden sei. Vor diesem Hintergrund sei auch denkbar, dass es Eberhards Schreiber war, der das Siegel im Jahre 1279 wieder an der Urkunde befestigt habe, denn auch zur Befestigung des Siegels der Bestätigungsurkunde von 1279 seien Seidenschnüre verwandt worden.

### Weitere Hinweise auf eine mögliche Fälschung
1. In allen zugänglichen märkischen Urkunden des 13. Jahrhunderts gibt es keine Parallele zu der auffälligen Formulierung datum in Marcha ab Adolfo comite.[4] Urkunden wurden damals nur gesiegelt, aber nicht unterschrieben.[1]
2. Bei der Aufnahme des Privilegs in die Urkunde vom 21. März 1279, mit der Graf Eberhard I. von der Mark das Gründungsprivileg bestätigte, wurden einige Textpassagen geändert: In § 8 steht anstelle von domino contradicente das präzisere domino suo contradicente, das klarstellt, dass der Stadtherr kein Einspruchsrecht hat. In § 14 heißt es anstelle von opidales in Marca … per consensum domini comitis Adolfi et suorum coherendum: oppidales in Hammone per nostrum consensum. Die Stadt wird also nicht mehr „Stadt Mark“, sondern „Stadt Hamm“ genannt.[4]

### Entstehung der Urkunde zu einem späteren Zeitpunkt
Eine Reihe von Tatsachen lassen zudem darauf schließen, dass die Urkunde nicht 1213 gefertigt, zumindest aber nicht in diesem Jahre fertiggestellt worden ist:
1. Zwischen dem eigentlichen Urkundentext und der Signatur, die Zeitbestimmung und Zeugenunterschriften enthält, wurde eine Menge Platz gelassen, auf dem Nachtragungen vorgenommen werden konnten. Eine solche Nachtragung ist am Ende des Textes auch recht deutlich zu erkennen.[5] Invocatio, Eschatokoll und der letzte Paragraf des Textes, § 19, sind mit anderer Tinte und anderer Schrift geschrieben als der restliche Text. § 14 markiert einen deutlichen Abschluss des Textes. Die folgenden Paragrafen schließen sich schlecht und mit teilweise abweichendem grammatikalischen Aufbau an. Nach Mensing zeigt die Urkunde damit inhaltlich mindestens drei Schichten einer Stadtrechtsentwicklung: Die mittlere Schicht bis einschließlich § 14 entspreche der ersten Niederschrift und befasse sich mit dem Gerichts- und Erbrecht. Die zweite Schicht, die §§ 15–18, normiere das ursprünglich vermutlich mündlich gesetzte älteste Marktrecht, die dritte Schicht werde durch § 19 und die Datierung gebildet.[6] Stoob, der die Urkunde mit Hilfe von Textexegese, Schriftvergleichung und unter Heranziehung zeitgenössischer Quellen analysiert hat, kommt dagegen zu dem Schluss, dass nur die Artikel 1 (Beleihung mit dem Soester Recht in der Fassung von Lippstadt und der Freiheit, sich ein besseres zu überlegen oder ausfindig zu machen), 15 (Regelung des Zinses der Hauptplätze), 16, 17, 18 (Marktregelungen) ursprünglich und die übrigen Rechtssätze spätere Interpolationen seien.[7]
2. „Mark“ findet sich in zwei unterschiedlichen Schreibweisen: „Marca“ im Text, „Marcha“ in der Datierung.[8] Das Wort „Marca“ wird in zahlreichen Urkunden des 13. Jahrhunderts unterschiedlich geschrieben, innerhalb einer Urkunde bei Wiederholung aber immer gleich.[4]
3. Im Text ist von „opidales“ und „proconsules“ die Rede, im Eschatokoll lediglich von „consules“.[4] Die in der Zeugenreihe gebrauchte Bezeichnung „consules“ kommt in Soest erstmals 1213 in gesicherter Überlieferung vor, in Lippstadt etwas später.[9]
4. Ein Zeuge, Bruno Marscalus, findet einen Anklang in der Zeugenliste der Urkunde Engelberts von der Mark vom 15. Juli 1263 in dem Namen Andreas filius Marescali und Ludolfus filius Marescali.[10]

#### Abweichungen vom Lippstädter Stadtrecht
Die Urkunde von 1213 enthält eine Zusammenstellung von Rechtsvorschriften des Lippstädter Rechts, das die ersten Besiedler mit Erlaubnis des Grafen Adolf von der Mark als Stadtrecht gewählt haben sollen. Die Normen der beiden Urkunden tendieren zwar im Grundsatz in die gleiche Richtung, in ihrer konkreten Fassung weichen sie aber teilweise auf bemerkenswerte Weise voneinander ab. Auch die Reihenfolge der Normen ist eine andere. Außerdem finden sich in beiden Stadtrechten Bestimmungen, die im jeweils anderen Stadtrecht überhaupt nicht vorkommen. Von den sechzehn Artikeln des Lippstädter Rechts haben nur sieben eine Entsprechung in der märkischen Urkunde, während umgekehrt von den neun Artikeln des märkischen Rechts neun gar keinen Ursprung im Lippstädter Recht finden. Eine Gegenüberstellung beider Urkunden ergibt somit, dass zwischen beiden Schriftstücken kein unmittelbarer Zusammenhang besteht.
Allerdings gibt die märkische Urkunde selbst zu erkennen, dass es den Hammer Bürger frei stand, vom ursprünglichen Recht abweichende Regelungen zu treffen, „etwas Besseres“ zu wählen. Auch das Lippstädter Recht, das dem alten Soester Recht entnommen sein soll, stimmt nicht exakt mit diesem überein. Somit ist damit auszugehen, dass die Vertreter der Bürgerschaft dem Grafen Adolf als Gründer ihrer Stadt ihre Wünsche vorgetragen haben und dabei von Experten für das Lippstädter Recht beraten worden sind. Das Ergebnis der Verhandlungen ist die dann aufgezeichnete Urkunde.
Hinzu kommt, dass nach Overmann das Lippstädter Recht, auf das sich die Urkunde beruft, erst nach ca. 1220 erstmals in schriftlicher Form vorlag. Er wertet auch dies als Zeichen dafür, dass die Urkunde erst zu einem späteren Zeitpunkt gefertigt worden sei. Vor dem Hintergrund von Philippis Ausführungen ist diese Schlussfolgerung möglich, aber nicht zwingend. Eine spätere Fertigung der Urkunde wäre nur dann zweifelsfrei nachgewiesen, wenn sie klaren und wörtlichen Bezug auf ein nachweislich erst später niedergeschriebenes Schriftstück nehmen würde. Das ist aber sichtlich nicht der Fall, da die Übereinstimmungen zwischen der märkischen Urkunde und der nach 1220 verfassten lippischen eher gering sind. Man könnte sich genauso gut auf eine heute unbekannte frühere Fassung oder sogar auf mündliche Überlieferungen des Lippstädter Rechts gestützt haben.

#### Benennung eines nicht mehr amtierenden Papstes
Das Gründungsprivileg nennt für den 1. November 1213 Papst Coelestin als den amtierenden Papst. Dieses kann sichtlich nicht den Tatsachen entsprechen, da Coelestin III. bereits 1198 verstorben war. Im Jahre 1213 hörte der Papst auf den Namen Innozenz III. Innozenz führte auch für Westfalen bedeutende Veränderungen dabei, so dass es unwahrscheinlich ist, dass man dort fünfzehn Jahre nach seinem Amtsantritt von ihm noch nicht gehört haben könnte. Falls die Urkunde tatsächlich erst später entstanden ist, wird aber schwerlich Papst Coelestin IV. gemeint gewesen sein, der nur für siebzehn Tage im Amt war (25. Oktober bis 18. November 1241) und daher in Westfalen kaum wahrgenommen worden sein dürfte.
Zusammen mit der für die damalige Zeit sehr ungewöhnlichen und seltenen objektiven Formulierung „datum ab Adolfo comite“ könnte die Verwechslung der Päpste darauf hindeuten, dass die Unterschrift erst zu sehr viel später erfolgt ist, nämlich zu einer Zeit, als Engelbert oder Eberhard der amtierende Graf von der Mark war. Die Urkunde wäre dann erst nach Adolfs Todesjahr, also nach 1249 unterzeichnet worden; die Verwechslung der Päpste wären nach rund fünfzig Jahren Abstand zumindest erklärlicher. Allerdings wäre die Urkunde, die dann selbst bereits den Hinweis auf ihre verspätete Herkunft enthielte, erst recht nicht mehr als eine Fälschung zur Täuschung des Grafen Engelbert glaubhaft zu machen.
Die Benennung des falschen Papstes erklärt sich mit einiger Wahrscheinlichkeit daraus, dass die Datierung wesentlich später als 1213 von einem Schreiber ergänzt worden ist, der irrigerweise der Ansicht war, dass im Jahre 1213 noch Papst Coelestin III. amtiert habe. Der Irrtum ist offensichtlich niemals berichtigt worden. Diese Annahme deckt sich mit der Feststellung, dass Unterschrift und Zeugen nachträglich mit anderer Tinte und Schrift vorgenommen worden sind. Sie wird auch dadurch plausibel, dass das Lippstädter Stadtrecht selbst auf ganz ähnliche Weise entstanden ist.

### Gründung einer „Stadt Mark“
Die märkische Urkunde wirft außerdem das Problem auf, dass in ihr nirgendwo von einer Stadt „Hamm“ die Rede ist. Sie spricht vielmehr davon, dass Graf Adolf eine Stadt in (der) Mark errichten wollte („oppidum in Marca volens construere“).

### Abweichende Datierung des Gründungsdatums
Nach dem Ausführungen des Chronisten der Grafen von der Mark, Levold von Northof, der am 5. Februar 1279 geboren wurde und in den Diensten des Grafen Engelbert III. von der Mark stand, wurde die Stadt Hamm erst am Aschermittwoch (also am 4. März) des Jahres 1226 gegründet. Dies widerspricht einer Stadtgründung bereits im Jahre 1213.

### Erklärungsansätze

#### Urkunde von 1213
Nimmt man an, dass es sich bei der Urkunde von 1213 tatsächlich um eine Fälschung handelt, könnte man leicht versucht sein, dies als Erklärung für die Ungereimtheiten zu begreifen und ihr jegliche inhaltliche Richtigkeit abzusprechen. Indes hat Kewer gezeigt, dass dies hier nicht so einfach möglich ist. Die Fälschung wäre schon formell zu primitiv und zu offensichtlich gewesen, um einen Grafen von der Mark und alle seine Beamten ernsthaft täuschen zu können. Von ihren inhaltlichen Schwächen ganz zu schweigen, der Nennung eines falschen Papstes und der Formulierung eines erkennbaren Hinweises, dass die Urkunde erst nach dem Tode des Grafen Adolf entstanden ist (wenn man die fragwürdige Unterschrift so auffassen möchte). Overmann schlussfolgert, die märkische Urkunde müsse zwar vor 1279, aber nach 1220 entstanden sein, da das Lippstädter Recht vorher in keiner schriftlichen Fassung vorgelegen habe. Doch ist auch diese Schlussfolgerung nicht zwingend, da die Übereinstimmungen der beiden schriftlichen Fassungen gering sind und man sich daher durchaus auf mündliche Weitergabe oder vorläufige Formulierungen gestützt haben kann.
Als gesichert darf jedoch gelten, dass die Urkunde in mehreren Schritten verfasst worden ist. Die Erklärung ist mit Philippi darin zu sehen, dass die Bürgerschaft zunächst mit dem Landesherrn verhandelt und sich den Rat von Rechtsexperten eingeholt hat, bevor sie sich Schritt für Schritt für bestimmte Regelungen entschieden hat, die gemäß ihrem Recht der freien Rechtswahl mal näher am Lippstädter Recht waren und mal weiter von ihm entfernt. Die Ursprünge der Urkunde können dabei sehr wohl im Jahre 1213 liegen, auch wenn sie erst zu einem späteren Zeitpunkt fertiggestellt worden ist. Die Forschung hat zudem nachgewiesen, dass es im Mittelalter die Fälle keine Seltenheit waren, in denen Rechtshandlungen erst Monate, Jahre oder sogar Jahrzehnte nach ihrer Ausführung niedergeschrieben wurden und als Datum der Urkunde das Jahr der Verhandlung und nicht das der Fertigung eingetragen wurde. Die Handschriften auf der Urkunde weisen durchgehend alle Charakteristika vergleichbarer Handschriften aus der ersten Hälfte des 13. Jahrhunderts auf. Es ist auch wichtig zu sehen, dass Graf Adolf in der Urkunde als comes de Altena et in Marca bezeichnet wird, also als Graf von Altena und in der Mark. Hierzu muss man wissen, dass Graf Adolf den alten Stammnamen „von Altena“ im Jahr 1225 bewusst abgelegt hat. Sein Cousin und Konkurrent, Graf Friedrich von Altena-Isenberg, war federführend in die Tötung des Kölner Erzbischofs Engelbert I. von Köln verstrickt. Adolf von der Mark stellte sich demonstrativ auf Seite der Kölner Kirche und gegen seinen Cousin. Da er den Stammnamen „von Altena“ mit Friedrich gemeinsam hatte und dieser durch die Bluttat in Verruf geraten war, legte er ihn demonstrativ ab und nannte sich seit 1225 nur noch „Graf von der Mark“. Graf Adolf ließ deshalb auf seinem jüngeren Siegel den Namen Altena durch Marcha ersetzen. Da Adolf auf der Urkunde auch als Graf von Altena erscheint, ist anzunehmen, dass sie nur vor 1225 geschrieben worden sein kann. Somit spricht nichts dagegen, dass die Urkunde mit dem Jahr 1213 korrekt datiert worden ist. Mit Kewer ist zudem festzuhalten, dass eine Fälschung von solcher Tragweite von Graf Eberhard I. von der Mark oder seinen Ministerialen im Jahre 1279 erkannt und nicht unterzeichnet worden wäre. Stattdessen hat Eberhard ganz offensichtlich sehr genau gewusst, was er da beglaubigte. Er hat ausdrücklich Bezug auf die Urkunde von 1213 genommen und sogar an zwei Textstellen Aktualisierungen auf den Stand von 1279 vorgenommen bzw. vornehmen lassen. Nach den Ausführungen Kewers gibt es somit gute Gründe, von der Echtheit der Urkunde auszugehen und sie nicht für eine Fälschung zu halten. Doch selbst Philippi, der von einer formellen Fälschung ausgeht, sieht keinen Grund, ihre inhaltliche Richtigkeit in Frage zu stellen.
Denkbar wäre noch die Theorie Mensings, dass Graf Eberhard nicht getäuscht, sondern genötigt worden ist, Hamm die Stadtrecht zu verleihen. Nach dem ungünstigen Frieden mit Siegfried von Westerburg 1278 war Hamm die einzige befestigte Stadt, die Eberhard noch blieb, da Kamen und Iserlohn ihrer Stadtbefestigungen beraubt wurden. Zugleich musste er Lüdenscheid als Kölner Lehen nehmen, verbunden mit der Drohung, dass auch dort die Mauern niedergelegt würden. Zugleich befand sich Eberhard auch in finanzieller Verlegenheit. So bestätigte er 1277 die Privilegien Iserlohns unter Hinweis auf eine jährlich um Michaelis zu zahlende Summe von 24 Mark. Zudem musste er gemäß der Vereinbarungen im Kölner Frieden von 1278 das Lösegeld für Propst Wickeboldus zurückzahlen, das Hermann de Loin erhalten hatte. Hätten die Hammer Bürger jedoch Graf Eberhards Zwangslage ausnutzen wollen, um sich das bis dahin nicht verliehene Stadtrecht zu erkämpfen, hätte es sicherlich keiner gefälschten und zurückdatieren Urkunde bedurft.

#### Stadt in der Mark
Schwieriger ist die Frage zu klären, auf welche Siedlung sich das Gründungsprivileg ursprünglich bezog und wie es zur Gründungsurkunde von Hamm geworden ist. Festzuhalten ist zunächst, dass der Wunsch des Grafen von der Mark, eine eigene Stadt zu gründen, auch für diesen frühen Zeitpunkt plausibel ist. In den ersten Jahrzehnten gründeten fast alle Dynasten Westfalens in Anlehnung an ihre Wohnburgen und zur Verstärkung derselben Städte. Auch die geistlichen Würdenträger dieser Zeit, Bischöfe und Äbte, verfuhren ganz ähnlich. Es war ihr Bestreben, ihre Ländereien durch Befestigung der Städte zu sichern und gleichzeitig deren Wirtschaftskraft zu nutzen. Wenn der Landesherr auf seinem Grundbesitz Bauernhöfe ansiedelte, hatte er nur mit geringen Erträgen zu rechnen. Sorgte er hingegen dafür, dass Wohnungen vorhanden waren, in denen die Menschen städtischen Gewerben nachgehen konnten, boten diese ihre Waren auf eigens zu diesem Zweck eingerichteten Märkten feil, die der Landesherr mit Zoll und Steuern belegen konnte. Der zu erwartende Gewinn war dadurch wesentlich größer. Auch die politische Situation ließ es geboten erscheinen, über eigene Verteidigungseinrichtungen zu verfügen. So wurde der westfälische Adel einschließlich des Grafen Adolf und seiner Familie in den Deutschen Thronstreit zwischen dem vom Papst gebannten welfischen Kaiser des Heiligen Römischen Reiches, Otto IV., und dem späteren Kaiser Friedrich II. aus dem Geschlecht der Staufer hineingezogen. Diese Auseinandersetzung spaltete gerade um 1213 das gesamte Reich im Allgemeinen und die bergisch-altenaisch-märkische Familien im Besonderen. Alle Fürsten, insbesondere die niederrheinische Grafen, mit denen Graf Adolf auf das Engste verwandt war, nahmen für einen der beiden Konkurrenten Partei und versuchten in den entstehenden Wirren, möglichst viel für sich selbst herauszuschlagen. Somit liegt die Annahme nahe, dass Graf Adolf in diesen Jahren versucht hat, den um seine 1198 neu erbaute Burg Mark gelegenen Besitz durch Gründung einer Stadt zu sichern und nutzbar zu machen. Dazu bestand umso mehr Anlass, als sein Vetter Friedrich von Isenberg in unmittelbarer Nähe von Graf Adolfs Stammburg eine eigene Burganlage nebst angebundener Stadt besaß, und zwar Nienbrügge. Damit dehnte Friedrich seinen eigenen Einflussbereich Schritt für Schritt in die südlich der Lippe gelegenen Gebiete aus, also in die Gebiete, die Graf Adolf für sich beanspruchte. Schon zu Zeiten ihrer Eltern hatte zwischen den beiden Familienzweigen nicht immer das beste Einvernehmen geherrscht; so hatten Adolfs Vater Friedrich von Berg-Altena und Friedrichs Vater Arnold von Altena um 1175/1180 die altenaischen Güter in einer bis dahin einzigartigen Erbteilung unter sich aufgeteilt. Die Konkurrenz zwischen dem märkischen und dem isenbergischen Teil der Familie wurde durch die nächste Generation fortgesetzt. Da der Deutsche Thronstreit erst 1214 durch die Schlacht bei Bouvines entschieden wurde und Nienbrügge bis zu Friedrichs Attentat auf Erzbischof Engelbert im Jahre 1225 ein ernstzunehmender Konkurrent für Burg Mark blieb, ist ein Wunsch Graf Adolfs, im Jahre 1213 eine Stadt zu gründen, mehr als wahrscheinlich. Graf Adolfs damalige politische Lage erforderte geradezu, in Mark zum Schutze seiner Burg Menschen anzusiedeln, die seine militärische ebenso wie seine wirtschaftliche Macht stärkten und insbesondere als Verteidiger seiner Burg zur Verfügung standen, um seine eigene Stellung gegenüber Nienbrügge zu festigen.
Die Urkunde aus dem Jahre 1213 legt zwar die Vermutung nahe, dass es ihm auch gelungen ist, gesicherte Erkenntnis ist dies allerdings keineswegs. Dagegen spricht bereits, dass die Urkunde erst lange nach dem angegebenen Datum vollständig niedergeschrieben worden ist. Doch selbst wenn es die Stadt in der Mark, auf die sich die Urkunde bezieht, tatsächlich gegeben hat, stellt sich die Frage, um welche Stadt es sich handelte.
Eine Möglichkeit wäre, dass Graf Adolf der in der Nachbarschaft seiner Burg und Eigenkirche gelegenen Siedlung, dem Dorf Mark, Stadtrechte verliehen hat. Die Mark blieb bis 1939 eine selbstständige Ortschaft und wurde erst dann nach Hamm eingemeindet. Eine andere Alternative wäre eine Stadt Mark, die sowohl von Dorf Mark als auch von Hamm verschieden war. Beide Möglichkeiten bringen verschiedenste Unwägbarkeiten mit sich. Die Stadt wäre dann spurlos verschwunden, da es weder in der Mark selbst noch im näheren und weiteren Umland archäologische Funde gibt, die eine Siedlung von der Größe einer auch nur kleinen Stadt belegen würden. Zudem wäre dies ein einzigartiger Sonderfall gewesen. Die Stadt Mark wäre die einzige Stadt der Grafen, die nicht am Sitz eines Gogerichts gegründet worden ist. Eine solche Ausnahme müsste eine Erklärung finden, die hier aber nicht ersichtlich ist. Ein gewichtiger Grund, der gegen eine Gründung einer solchen Stadt spricht, ist aber auch die Nähe zu den Besitzungen Friedrich von Isenbergs und seiner benachbarten Stadt Nienbrügge. Sie boten Friedrich unbestreitbar einen gewichtigen strategischen Vorteil, dem Adolf lange Zeit nichts entgegenzusetzen hatte. Gegen den Willen Friedrichs in der unmittelbaren Nachbarschaft von Nienbrügge eine Stadt gründen zu wollen war ein nahezu aussichtsloses Unterfangen, zumal die Stadt in seiner Gografschaft gelegen hätte. Es stellt sich zudem die Frage, woher die Bevölkerung der Stadt so plötzlich gekommen wäre. Gänzlich unwahrscheinlich wären zudem die Geschehnisse des Jahres 1226. Adolf I. von der Mark hätte zunächst Friedrichs Stadt Nienbrügge zerstört, dann seine eigene Stadt Mark eingehen lassen, um letztlich die Bevölkerungen beider Städte zu vereinigen und an anderer Stelle eine dritte Stadt zu gründen. Dies passt kaum zu dem historischen Bild Adolfs von der Mark, der sich zeit seines Lebens als entschlossener, tatkräftiger und vorausschauend planender Herrscher gezeigt hat. Dass es jemals eine Stadt Mark gegeben hat, die von Hamm verschieden war, ist also kaum glaubhaft zu machen.
Es bleibt somit die Möglichkeit, dass Graf Adolf die Stadt Hamm womöglich schon im Jahre 1213 gegründet hat und nicht erst, wie Levold von Northof berichtet, im Jahre 1226. Diese These wird u. a. durch einen Fund im Gemäuer des Westentores gestützt. Dieser nennt das Jahr 1215 als Erbauungsjahr. Außerdem gibt es Berichte, nach denen die Stadt Hamm im Jahre 1225 von einer Brandkatastrophe betroffen gewesen sein soll. Daraus wurde gefolgert, dass sie schon vorher erbaut worden sein müsse. Berichte von einer Brandkatastrophe im Jahre 1225 beziehen sich allerdings sichtlich eher auf Burg und Stadt Nienbrügge, die Graf Adolf 1225 nach dem Mord durch Adolfs Cousin Friedrich von Isenberg an dem Kölner Erzbischof Engelbert I. von der Mark auf Geheiß von dessen Nachfolger Heinrich von Molenark zerstören ließ. Wenn zudem der Einfluss Friedrich von Isenbergs bereits eine Stadtgründung im Gebiet der Mark zu verhindern wusste, so galt das erst Recht für den Winkel zwischen den Flüssen Lippe und Ahse, den Standort Hamms, der sich in ganz unmittelbarer Nachbarschaft zum Lageplatz von Nienbrügge befindet. Beide Städte wären sich ganz unweigerlich ins Gehege gekommen. Jede städtische Ansiedlung benötigte zu dieser Zeit eine geräumige Feldmark, ein weitläufiges, gemeinschaftlich genutztes Acker-, Weide- und Holzschlaggebiet. Allein der Name der Grafen, der sich von dem Dorf Mark umgebenden Feldmark ableitet, legt dafür eindrucksvolles Zeugnis ab. Ein vor 1225 gegründetes Hamm hätte also unweigerlich Nienbrügge die Feldmark streitig gemacht. Dies hätte der militärisch weit überlegene Friedrich von Isenberg mit Sicherheit umgehend unterbunden. Im Fazit wäre auch die Gründung der Stadt Hamm im Winkel zwischen Lippe und Ahse zu diesem frühen Zeitpunkt überhaupt nicht denkbar gewesen.
Dies lässt im Grunde nur einen Schluss zu: Wenn Adolf von der Mark es bereits 1213 auf die Gründung einer Stadt in der Nähe von Burg Mark angelegt hat, sind seine damaligen Pläne mit größter Wahrscheinlichkeit gescheitert. Dies passt auch gut zu der Tatsache, dass die Urkunde erst sehr viel später fertiggestellt und dann zurückdatiert worden ist. Tatsächlich war der frühestmögliche Zeitpunkt, an dem Adolf auch nur daran denken konnte, eine Stadtgründung erfolgreich durchzuführen, das Jahr 1225. Wegen seiner Beteiligung an der Tötung des Kölner Erzbischof Engelbert I. von Köln musste Friedrich von Isenberg, über den die Reichsacht verhängt worden war, die Flucht antreten. Er reiste nach Rom, um dem Papst gegenüber seine Unschuld zu beteuern, doch dieser schenkte ihm keinen Glauben. Bei seiner Rückkehr wurde Friedrich aufgegriffen und nach Köln überstellt, wo er zur Strafe für seine Tat auf das Rad geflochten wurde. Nach seinem Tod gelang es Adolf von der Mark Schritt für Schritt, Friedrichs Erbe an sich zu bringen. Im Jahr 1243, nach Beilegung der Isenberger Wirren, einer zum Teil kriegerischen Erbauseinandersetzung zwischen Adolf von der Mark und Friedrichs Sohn Dietrich von Altena-Isenberg, hielt Adolf von der Mark nahezu sämtliche der ehemaligen altenaischen Besitztümer in seinen Händen, die zuvor in der Erbteilung von 1175/1180 auf die beiden Familienzweige aufgespalten worden waren. Dietrich erhielt lediglich Reste, im Wesentlichen die kleine Grafschaft Limburg, während die nördlich der Lippe gelegenen Gebiete größtenteils an das Hochstift Münster fielen. Erst nach dem 7. November, dem Tag des Attentats, konnte Adolf von der Mark also ernsthaft daran denken, im Winkel zwischen Lippe und Ahse eine Stadt zu gründen. Indem er sich demonstrativ auf Seiten der Kölner Kirche stellte, wurde ihm aufgetragen, Nienbrügge zu zerstören. Adolf tat, wie ihm geheißen war, und forderte die nun heimatlosen Bürger Nienbrügges auf, unter seiner Herrschaft in die von ihm neu gegründete Stadt Hamm einzuziehen.
Esselen schlägt noch eine weitere Lösung vor. So könnte der Raum, den Hamm einnimmt, schon Anfang des 13. Jahrhunderts teilweise bebaut gewesen sein. Bis 1213 könnte sich dort eine kleine Ortschaft gebildet haben, der Graf Adolf zwar gewisse Rechte verlieh, aber erst 1226 das Stadtrecht. Eine Art vereinigende Lösung für die verschiedenen Theorien, die die meisten Unwägbarkeiten weitestgehend erklären würde.
Daraus ergibt sich abschließend das Bild, dass Graf Adolf mit einiger Wahrscheinlichkeit bereits ab 1213 versucht hat, eine Stadt Mark zu gründen, ohne dass er diese Pläne in die Tat umsetzen konnte, und dass er dann, als ihm die veränderte politische Situation des Jahres 1225 endlich Gelegenheit dazu bot, das in der Urkunde von 1213 bereits vorformulierte Stadtrecht von Mark auf die Stadt Hamm übertragen hat.
Levold von Northof berichtet, Graf Adolf habe zwischen den zusammenfließenden Flüssen Lippe und Ahse eine Stadt errichtet und befestigt, die Hamme genannt wurde und mit deren Bau am Aschermittwoch des Jahres 1226 begonnen wurde (4. März). Es besteht kein Anlass, an der Richtigkeit von Levolds Bericht zu zweifeln. Inhalt und Sprachform seiner Chronik weisen Levold als Gelehrten von wissenschaftlicher Sorgfalt und Zuverlässigkeit aus. Als Erzieher der Söhne im märkischen Grafenhaus war er über dessen Geschichte bestens informiert. Außerdem lag zur Zeit seiner Geburt im Jahr 1279 die Gründung Hamms gerade einmal fünfzig Jahre zurück. Historische Überlieferung, archäologische Funde und die bisherigen Schlussfolgerungen untermauern Levolds Sicht der Dinge. Angesichts der Vorgeschichte der Stadtgründung, der Tötung Erzbischof Engelberts, ist die Wahl ausgerechnet des Aschermittwochs als Gründungstag äußerst naheliegend. Auf diese Weise wurde ein Bußtag für die Bevölkerung der geächteten Stadt Nienbrügge zu einer Möglichkeit für einen Neuanfang. Es gibt deshalb keinen Zweifel, dass Hamm am Aschermittwoch, dem 4. März 1226, gegründet worden ist, eine Angabe, die auch in einer alten Aufzeichnung über den Ursprung der Stadt Hamm überliefert gewesen ist, die früher im Rathaus aufbewahrt wurde. Durch die Rechtsbestätigung des Grafen Eberhard I. vom 21. März 1279, deren Echtheit niemand bezweifelt, steht außerdem fest, dass das in der Urkunde von 1213 verbriefte Stadtrecht schon zu Lebzeiten des Grafen Adolf als Hammer Stadtrecht Gültigkeit hatte.
Eine Fertigstellung der Urkunde um 1226 erscheint aus verschiedenen Gründen plausibel. Einerseits war das Lippstädter Recht zu dieser Zeit bereits vollständig formuliert. Zudem wäre die Benennung der „opidales“ als derer, die sich ihr eigenes Stadtrecht auswählen, für Menschen aus der Mark oder aus einem neben Nienbrügge entstandenen „opidum in Marca“ erstaunlich. Stellt man sich darunter allerdings die ehemaligen Bürger Nienbrügges vor, wird die Bezeichnung nachvollziehbar. Die Urkunde wäre somit frühestens 1225 gefertigt worden, spätestens 1226, weil Hamm mit großer Wahrscheinlichkeit bereits zu dieser Zeit seinen Namen trug (spätestens 1235). Auch die Formulierung „volens construere“ deutet darauf hin, dass bereits ein konkreter Plan zum Bau der Stadt gefasst war. Ein Projekt erklärt zudem die merkwürdigen Anfügungen. Für eine existente Stadt wäre das Vergessen der Rechts- und Finanzfragen ein Kuriosum gewesen, eventuell hätte man die Anfügung als Zeichen einer Änderung der bestehenden Rechtsverhältnisse auffassen können. Viel wahrscheinlicher ist aber, dass man den Winter damit verbracht hat, eiligst zu planen und der geplanten Ansiedlung ein vorläufiges Privileg zu geben, damit die Einwohner von Nienbrügge nicht abwandern. Erst als im Frühjahr der genaue Platz für den Bau der Stadt festgelegt wurde, wurden dann Detailfragen festgelegt, etwa zu welchem Recht die Bürger hier ihre Solstätten besitzen sollten, nämlich als Erbzinsleihe zu vier Pfennig pro Jahr.
Die Urkunde hinterlässt in ihrer Uneinheitlichkeit den Eindruck eines kurzfristig projektierten, etwas unerfahrenen Unternehmens; die Paragrafen 16–18 scheinen die Zusammenstellung einer in einzelnen Punkten womöglich zuerst mündlich gewährten Marktordnung zu sein. Dies alles passt zu Levolds Bericht, der ein rasches Eingreifen des Grafen Adolf in 1225/1226 schildert. Der Text der Urkunde passt besser zu der von Levold beschriebenen Gründung aus wilder Wurzel als zu einer an eine bestehende Gründung angelehnten Gründung.

## Inhalt und Bedeutung des ersten Stadtrechts
Bereits Graf Bernhard II. zur Lippe hatte den Bürgern von Lippstadt die Möglichkeit eingeräumt, ihr Stadtrecht selbst zu wählen. Die Lippstädter hatten sich für das in Teilen abgeänderte Soester Recht entschieden, das dann als Lippstädter Recht urkundlich festgehalten wurde. Auch Graf Adolf von der Mark gewährte ehemaligen Bürgern von Nienbrügge und neuen Bürgern von Hamm mit Artikel 1 der Gründungsurkunde die Möglichkeit, ihr Stadtrecht selbst zu bestimmen. Die Hammer entschieden sich für das Lippstädter Recht, das ebenfalls an die Verhältnisse in der neuen Stadt angepasst wurde. Damit war klargestellt, dass die Einwohner der Stadt keine Leibeigenen des Landesfürsten waren. Zwar wurde Hamm nie in den Rang einer Freien Reichsstadt erhoben, doch setzte sich auch hier eine Entwicklung fort, die bereits im 11. Jahrhundert begonnen hatte und die dem durch Gewerbe und Handel gewachsenen Wohlstand, Selbstbewusstsein und militärischen Einfluss der Städte Rechnung trug: Die Bürger befreiten sich nach und nach von der völligen Beherrschung durch den Stadtherrn und den damit verbundenen drückenden Lasten. Zur Zeit der Gründung Hamms war die freie Rechtswahl bereits allgemein üblich geworden.
Allerdings behielt sich Graf Adolf wichtige Rechte vor. So erhielt er gemäß Artikel 15 der Gründungsurkunde für jedes Grundstück (sog. Wort) in der Stadt eine jährliche Abgabe, den Wortzins, in Höhe von 4 Pfennigen. Artikel 3 belässt bei ihm die Gerichtsbarkeit über Verwundungen mit Waffen, Raub und Diebstähle, ergänzt um Tötungsverbrechen (Lippstädter Recht Artikel 4). Damit verbunden waren Einnahmen an Friedensgeldern und Bannbußen, die der Täter neben der Entschädigung an den Verletzten oder an die Familie des Getöteten (Wergeld) an den Stadtherrn zu zahlen hatte. Allerdings stand nach Artikel 4 dem Bürgermeister der Stadt das Recht zu, der Bestellung des landesherrlichen Richters zuzustimmen. Auch hatte er das Recht, todeswürdige Verbrechen unter Bürgern der Stadt zu untersuchen, bevor der Verletzte oder seine Familie das Gericht des Stadtherrn anrufen konnten (Artikel 5). Der Richter des Stadtherrn durch von einem Bürger der Stadt nur mit Zustimmung des Stadtherrn eine Bürgschaft annehmen (Artikel 7). Dies war insbesondere bei Bürgschaften für hohe Friedensgelder, Bannbußen und Wergelder von Bedeutung. Nach Artikel 6 wurden, anders als sonst üblich, die bewegliche Habe und das Haus eines Bürgers, der eine Tötung begangen hatte, nicht eingezogen, sondern ging auf seine Erben über, während er selbst als Schuldiger verurteilt wurde. Die Todesstrafe und Leibstrafen waren dabei in der Regel durch Zahlung einer vom Gericht festgesetzten Buße (Friedens- und Wergeld) ablösbar.
Die Gerichtsbarkeit über Brot, Bier und andere Waren, Verwundungen ohne Waffen und über Angelegenheiten des Gemeinwohls hingegen lag bei den Bürgermeistern und Räten. Diese wichtige Gerichtsbarkeit versetzte den Rat in die Lage, Qualitätsmaßstäbe für die gehandelten Waren festzulegen (darunter Maße und Gewichte), ruinösen Wettbewerb zu unterbinden und in Zeiten der Inflation Wucher zu verhindern. Erst das versetzte die Stadt überhaupt in die Lage, selbst für ihren wirtschaftlichen Aufschwung zu sorgen. Die Einnahmen aus den von der eigenen Gerichtsbarkeit verhängten Geldstrafen (Brüchte/Werte) flossen dabei an den Rat.
Artikel 19 setzte einen Gebührenrahmen für den Richter, der damals kein Gehalt bezog, sondern von den Gebühreneinnahmen leben musste, vorausgesetzt, er hatte keine anderen Einkünfte. Wenn ein Bürger aus einer Bürgschaft zur Zahlung von 4 Schillingen verurteilt wurde, durfte der Richter nicht mehr als 6 Pfennige an Gebühren nehmen, was einem Achtel der festgesetzten Summe entspricht.
Um den Zuzug von außen zu begünstigen, etwa dem von Leibeigenen der Umgebung (besonders solchen, die der alleinigen Verfügung der Grafen von der Mark unterstanden), traf das erste Stadtrecht entsprechende Regelungen. Trat ein Leibeigener gegen den Widerspruch seines Herrn in die Bürgerschaft ein, so musste er, sofern er die Leibeigenschaft anerkannte, nur die geschuldete Zahlung (Zins oder dessen Ablösung) bezahlen. Im Übrigen konnte er von seinem bisherigen Herrn nicht mehr belangt werden. Leugnete er seine Leibeigenschaft, so konnte er sich allein (ohne Eidhelfer) von der Leibeigenschaft befreien, indem er den Eid ablegte, kein Leibeigener eines eventuell widersprechenden Herrn zu sein. Dabei wurde auch nicht zugelassen, dass Blutverwandte unter dem Druck ihrer eigenen Leibeigenschaft gegen ihn als Zeugen aussagten. Starb ein Leibeigener, der der Bürgerschaft beigetreten war, fiel sein Vermögen nicht, wie es sonst üblich war, an seinen Herrn, sondern nur die persönliche Habe des Toten; bei einem Mann also das „Heergewedde“ (Kleider, Waffen, Pferd, Rüstung, Tisch, Bett, Stuhl, Kasten, persönliches Werkzeug), bei einer Frau die „Gerade“ (persönliche Ausstattung an Kleidern, Schmuck und Hausrat). Das übrige Vermögen fiel hingegen wie bei einem Freien seinen leiblichen Erben zu (Artikel 9).
Nach Artikel 12 wurde für den Beitritt zur Bürgerschaft eine Zahlung fällig, die nach dem Willen der Mitbürger verwandt wurde. Die Höhe dieses sogenannten „Bürgergeldes“ ist erst aus preußischer Zeit genannt, namentlich aus einem Bericht der Stadt an die königlich-preußische Regierung vom 5. Januar 1719. Danach musste ein Fremder bei Eintritt in die Bürgerschaft für sich selbst 8 Reichstaler an die Stadt und weitere 6 Reichstaler an den Magistrat und für seine Frau 4 Reichstaler zahlen. Unvermögende erhielten einen Nachlass, weil man auch aus diesen Kreisen Zuzug zur Bürgerschaft gewinnen wollte.
Die Stadt bot ihren Kaufleuten und Handwerkern durch die bereits im ersten Stadtrecht erwähnten Marktrechte gute Erwerbs- und Handelsmöglichkeiten; der Warenumsatz spielte sich in dieser Zeit hauptsächlich auf den Märkten ab. Die Märkte begründeten zugleich städtische Einnahmen durch Zölle und Abgaben. Nach Artikel 16 hatte Hamm von Beginn an Wochenmärkte, die einen für damalige Verhältnisse außergewöhnlich umfangreichen Handel nach sich zogen. Die Teilnahme am Markt war mit freiem Geleit für jeden Einzelnen verbunden. Er konnte also weder in Zivil- noch in Strafangelegenheiten belangt werden, außer er war verbannt oder geächtet oder beging während des Marktes am Ort eine ungewöhnliche Ausschreitung (Artikel 16). Unter demselben Geleitschutz standen die Sonntage (Artikel 17) und bei Jahrmärkte zusätzlich noch die zwei vorangehenden und die zwei folgenden Tage (Artikel 18).
Im Hinblick auf den Marktverkehr und die vor den Toren der Stadt betrieben Acker- und Weidewirtschaft normiert das erste Stadtrecht einen erhöhten Besitzschutz der Stadtbewohner. So durfte nach Artikel 11 kein Auswärtiger jemandem, der sich in der Stadt aufhielt (egal ob Bürger oder Gast) irgendwelche Güter wegnehmen, auch nicht solche, auf die er einen Anspruch hatte. Um etwas rechtmäßigerweise wegzunehmen, war er auf die Hilfe der Stadtverwaltung oder des städtischen Gerichts angewiesen.

## Entwicklung des Hammer Stadtrechts bis zur Eingliederung der Grafschaft Mark nach Brandenburg-Preußen 1609
Die Grafen von der Mark als Stadtherren übten ihre landesherrliche Herrschaftsgewalt und ihre Rechte als Herren des Grund und Bodens durch ihre Ministerialen aus. Die Verwaltung oblag dem Amtsmann, zu dessen Befugnissen auch die richterliche Gewalt im Brüchtengericht des Landesherrn gehörte und dessen Zuständigkeit sich auf das gesamte die Stadt Hamm und ihre Feldmark gelegene Gebiet des Amtes Hamm erstreckte. Im Mittelalter wurde er auch Gaugraf (Gogreve) und vom 16. Jahrhundert an Droste genannt.
Die landesherrliche Finanzverwaltung wurde durch den Rentmeister ausgeübt, der die Einnahmen der Stadtherrn einzog.

### Privilegien
Jahrhundertelang war die Stadt Hamm, ebenso wie die anderen Städte im Herzogtum Kleve und in der Grafschaft Mark, dem Staatsverband nur äußerlich eingefügt. Es gab überall eine auf Privilegien beruhende weitgehende Selbstverwaltung (in Hamm ausgeübt durch Bürgermeister und Stadtrat). Diese ermöglichte den Städten eine starke Selbstständigkeit. Zu den wichtigsten Privilegien der Stadt Hamm gehörten:
- 1213: Graf Adolf I. von der Mark erteilt einer Stadt Mark ein auf Lippstädter Stadtrecht gestütztes Gründungsprivileg.
- 1226: Graf Adolf I. von der Mark überträgt das auf Lippstädter Stadtrecht gestützte Gründungsprivileg für eine Stadt Mark aus dem Jahre 1213 auf die Stadt Hamm.
- 1. Mai 1243: Graf Adolf I. von der Mark verleiht der Stadt das Recht auf Stadtbefestigung.
- 1268/69: Die Stadt Hamm erwirbt das Münzrecht durch Graf Engelbert I. von der Mark.
- 21. März 1279: Graf Eberhard I. von der Mark bestätigt das bereits aus dem Jahre 1213 von Graf Adolf I. von der Mark stammende, für eine Stadt Mark auf das Lippstädter Stadtrecht gestützte Gründungsprivileg der Stadt Hamm.
- 1288/89: Nach der Schlacht von Worringen erhalten die märkischen Städte, darunter Hamm, das volle Befestigungsrecht.
- 1331: Graf Adolf II. von der Mark verleiht den Hammer Bürgern das Recht, nicht vor ein auswärtiges Gericht geladen werden zu dürfen.
- 1358 erhalten Hamms Bürger durch Graf Engelbert III. von der Mark das Privileg, die Rentenlast durch Zahlung des zwölffachen Betrages abzulösen. Sie können sich dadurch weitgehend von den stadtherrlichen Lasten befreien.
- 1363 verpfändet Engelbert III. von der Mark gegen Zahlung von 100 Goldmünzen die Fischereiprivilegien in der Ahse an die Stadt.
- 4. August 1373: Engelbert III. von der Mark gewährt den Bürgern Hamms das Privileg, dass der gräfliche Richter auf Verlangen der Bürger unverzüglich Gericht halten muss. Darüber hinaus erhalten alle in Hamm eingeführten und umgesetzten Waren Zollfreiheit durch die gräflichen Lande.
- 18. Juli 1376: Die Stadt Hamm erwirbt das Recht der freien Ratswahl von Engelbert III. von der Mark.
- 27. April 1380: Die Bürger der Stadt Hamm erhalten, urkundlich verbrieft durch Graf Engelbert III. von der Mark, das Privileg, dass weder sie noch ihr Gut im Bereich der gräflichen Lande aufgehalten oder gepfändet werden dürfen.
- 14. März 1419: Graf Gerhard von der Mark zu Hamm gewährt der Stadt Hamm das Recht, keine Juden in der Stadt aufnehmen zu müssen. Dieses Recht wurde 1447 und 1462 bestätigt.
- 13. November 1419: Graf Gerhard von der Mark zu Hamm verspricht den Bürgern, den gewählten Rat unverändert zu lassen.
- 21. November 1421: Graf Gerhard von der Mark zu Hamm gewährt der Stadt Hamm zu den bereits bestehenden Märkten zwei neue freie Jahrmärkte von je sechs Tagen Dauer, und zwar einen zum St.-Martins-Tag und einen zum St.-Thomas-Tag.
- 1444: Graf Gerhard von der Mark zu Hamm verleiht den Bäckern und Brauern der Stadt das Gewerbemonopol für Bier und Brot im Amt Hamm.
- 1471: Spätestens in diesem Jahr wird Hamm in die Hanse aufgenommen (Häufige Alternativangabe: 1469).
- 1484: Herzog Johann II. von Kleve-Mark verleiht der Stadt das Recht, auf Brot und Bier eine Abgabe (Abzise) erheben zu dürfen. Diese Abgabe wurde später auch auf Wein, Branntwein, Korn, Kohlen, Tuch, Krämerwaren und andere ausgedehnt.
- 1495: Herzog Johann II. von Kleve-Mark verleiht der Stadt Hamm das Recht, Erbschaften frei in Empfang zu nehmen und auf Erbschaften den zehnten Pfennig zu erheben.
- 1503: Der römisch-deutsche König Maximilian I. befreit Hamm von allen westfälischen Freigerichten und sonstigen fremden Gerichten.
- 1549 wird Hamm zusammen mit Unna zur hansischen Prinzipalstadt über die kleinen märkischen Hansestädte erhoben[25].

In einer Urkunde von 1631 ist verbrieft, dass die Stadt das Recht hatte, Wegegeld zu erheben. Die Stadt verfügte außerdem über das Jagdrecht und das Recht zur Fischerei in der Lippe. Hamm durfte ferner eine Reihe von Jahrmärkten abhalten, die zu St. Marien Verkündigung (25. März), St. Johannes des Täufers Tag (24. Juni), St. Michaelis (29. September) und St. Thomas Tag (21. Dezember) stattfanden.
Die Privilegien – und damit das Selbstverwaltungsrecht der Stadt und des Stadtrats – wurden bei jedem Regentenwechsel durch den neuen Landesherrn bestätigt. Dies geschah unter anderem unter Graf Eberhard I. von der Mark (1279 und 1280), unter Graf Adolf II. von der Mark (1328), durch Graf Engelbert III. von der Mark (1346), unter Graf Adolf III. von der Mark (1392), unter Graf Dietrich II. von der Mark (1393), durch Graf Gerhard von der Mark zu Hamm (1421, 1427 und 1430), durch Herzog Johann I. (Kleve-Mark) (1462), durch Herzog Johann II. von Kleve (1481), unter Herzog Johann III. von Kleve (1522) und unter Herzog Wilhelm von Kleve (1540). Eine Bestätigung der Privilegien durch den letzten klevischen Herzog, Johann-Wilhelm, ist nicht überliefert. Dies hängt vermutlich mit seiner Geisteskrankheit zusammen, die dazu führte, dass ein Hofrat an seiner Stelle die Regierungsgeschäfte übernahm. Die Stadt Hamm fühlte sich ihrer Privilegien sicher, der Hofrat beschränkt sich auf die notwendigsten Regierungsgeschäfte.
Herzog Johann I. von Kleve-Mark nahm dabei 1462 davon Abstand, der Stadt Hamm auch die ihr durch Graf Gerhard von der Mark verliehenen Privilegien zu bestätigen. Gerhard hatte die Grafschaft Mark nach einer langen, teilweise kriegerischen Erbauseinandersetzung erhalten und den Bürgern, um sich ihrer Unterstützung zu versichern, weitreichende Zugeständnisse gemacht. Nach seinem Tod fiel die Grafschaft wieder an das Herzogtum Kleve zurück. Johann einigte sich mit der Stadt, dass die Urkunden von Graf Gerhard nur zu dessen Lebzeiten Gültigkeit gehabt hätten. Zum Ausgleich verlieh Johann unserer lieben Stadt Hamm die bisherigen freien Jahrmärkte von je sechs Tagen auf ewige Zeiten. Dies verband er mit dem Recht, die auf einen kirchlichen Feiertag entfallenden Tage auf den nachfolgenden Werktag zu verlegen. Auch das Recht der freien Wochenmärkte wurde der Stadt mit Urkunde vom 11. März 1464 mit diesem Zusatz bestätigt. Die Judenfreiheit gewährte Johann der Stadt nur auf Widerruf.
Als Folge der Reformation (ab 1517) und des Bauernkrieges (1524–1526), in deren Verlauf sich das Volk gegen die herrschende Klasse aufgelehnt hatte, verdichteten sich im 16. Jahrhundert absolutistische Herrschaftsbestrebungen des Adels. Parallel schwächte das aufkommende Wirtschaftssystem des Merkantilismus die wirtschaftliche Bedeutung der Städte. Herzog Johann von Kleve, Mark und Ravensberg nutzte um 1530 einen Streit zwischen Bäckern und Leinewebern als Vorwand, der Stadt Hamm das Privileg der freien Ratswahl zu nehmen. Die Bäckerzunft stellte Bürgermeister und Ratsherren. Die Leineweber und ihre Meister, deren Handwerk als unehrlich galt, obwohl sie maßgeblich am Wohlstand der Stadt beteiligt waren, hatten weder Sitz noch Stimme im Rathaus. Nach einer Schlägerei der Weberknechte mit den Bäckerburschen machte der Leineweberoberzunftmeister in dieser Angelegenheit eine Eingabe an den Landesherren. Dieser nutze den Vorwand, befand die Stadt des Privilegs der freien Ratswahl für unwürdig und erkannte es ihr ab. Damit begann die Selbstständigkeit Hamms zu schwinden und machte dem aufkeimenden Absolutismus der Landesherren und dem Merkantilismus Platz, die in das Machtvakuum vorstießen.
Das ausgehende 17. Jahrhundert gilt als eine Zeit des Niedergangs des Stadtwesens. Seit Beginn der Neuzeit zeigt die spätmittelalterliche Machtstellung der Städte deutliche Verfallserscheinungen. Neben den genannten gab es noch weitere Ursachen. Die Entdeckung Amerikas ab 1492 und die damit verbundene veränderte Lage des Welthandels, der die nord- und mitteleuropäischen Handelswege an den Rand des politischen und wirtschaftlichen Geschehens rückte, aber auch die weitläufigen Zerstörungen Europas im Achtzigjährigen Krieg (1568–1648) Spaniens gegen die Niederlande sowie im Dreißigjährigen Krieg (1618–1648) und die dadurch bedingte Verarmung ganzer Landstriche führte zum Niedergang der Hanse und der ihr angehörenden Städte. Mit der Hanse verging auch der städtische Wohlstand. Auch waren die Städte nun keine uneinnehmbaren Festungen mehr, da die Erfindung des Schießpulvers die Schutzwirkungen der Stadtbefestigungen stark reduzierte.

### Hammer Selbstverwaltung
Zu den Details der Hammer Selbstverwaltung und der Entwicklung des Stadtrechts in preußischer Zeit siehe Stadtrat Hamm.
Der Hammer Stadtrecht wurde später von vielen märkischen Städten übernommen.

## Übersetzung des ursprünglich lateinischen Textes der märkischen Urkunde von 1213 nach Stoob
„Im Namen der heiligen und ungeteilten Dreifaltigkeit! Die Gnade des heiligen Geistes ist mit uns!
Allen jetzt und künftig (Lebenden) sei bekannt (gemacht), dass ich, Graf Adolf von Altena und in Mark, willens, in (der Gemarkung von) Mark eine Stadt anzulegen, den Einwohnern die Wahl ihres Rechts freigestellt habe. Sie haben sich daraufhin das Recht der Lippstädter gewählt, wie folgt:
1. Erstens besitzen sie eine freie Stadt. Sodann wählen sie sich das Recht der Soester, wenn sie nicht ein besseres und geeigneteres für sich selbst ausdenken oder finden.
2. Ferner sollen alle Rechtssprüche über Brot, Bier und entsprechende (Lebensmittel) sowie über ohne Waffen entstandene Wunden und über die Sorge für das Gemeinwohl den Ratmannen der Stadt und den Bürgermeistern überlassen sein.
3. Jene Wunden aber, die durch Waffen entstehen, die (Fälle von) Straßenraub und Diebstähle bleiben dem Gerichtsurteil des Stadtherren vorbehalten.
4. Ferner wird der Stadtherr seinen (Stadt)Richter mit Zustimmung der Bürgermeister bestimmen.
5. Ferner soll kein Mitbürger den anderen vor der Hochgericht bringen, ohne dass zuvor eine Untersuchung durch die Bürgermeister stattgefunden hat.
6. Ferner soll, wenn ein Mitbürger getötet hat, dessen Besitz nicht beschlagnahmt, sein Haus nicht niedergelegt werden, sondern an die Erben fallen; er persönlich aber soll als Schuldiger verurteilt werden.
7. Der Sadtrichter soll Bürgschaften seiner Mitbürger nach Genehmigung durch die Bürgermeister anerkennen.
8. Ferner soll keiner, der trotz Widerspruchs (seines) (Leib)herren in die Stadt gekommen ist, zu einer anderen Leistung gezwungen werden, als dass er sich freiwillig bereit findet, den schuldigen Zins zu leisten, oder dass er (der Forderung) widerspricht und sich durch Eineid (ohne Helfer) von der (behaupteten) Hörigkeit freischwört; keinesfalls kann er durch (einen Gruppeneid leistende) Verwandte überführt werden.
9. Ferner wird, wenn jemands Eigenmann, der die Hörigkeit zugibt, sterben sollte, dem (Leib)Herren bei Männern das Recht auf dessen Heergerät (Waffen, Kampfkleid, Pferd), bei Frauen das auf die Gerade (bestimmte Teile des Hausrats) zugestanden; das ganze übrige Gut fällt den (persönlichen) Erben und nicht dem (Leib)Herrn zu. Auch kann jeder bei Lebzeiten des Seine geben, wem er will.
10. Ferner soll, wenn ein Fremder in die Stadt kommt und dort ohne Anwesenheit von Erben stirbt, das Erbe auf Jahr und Tag verwaltet werden. Kommt inzwischen der mutmaßliche Erbe, dann soll er es nach Stadtrecht erhalten; kommt aber keiner, das Erbe zu fordern, so fällt es an den Stadtherrn. Bei Lebzeiten aber kann der Fremde seine Habe geben, wem er will.
11. Ferner soll keiner irgendwelche oder irgendwessen innerstädtische Güter außerhalb der Stadt beiseiteschaffen.
12. Ferner soll, wenn jemand Mitbürger zu werden wünscht, alles was er (dafür) erlegt, nach dem Willen der Bürgerschaft angelegt werden.
13. Ferner soll, wenn ein Besitzwechsel von der Art geschieht, dass einer dem anderen ein Haus verkauft, der Käufer, nicht der Verkäufer, dem Stadtherren 12 Denare geben.
14. Diese Rechte haben sich die Bürger in (der Gemarkung von) Mark gegeben mit Zustimmung ihres Herren, des Grafen Adolf und seiner Miterben, sowie alle anderen Rechte, die etwa noch bei den Lippstädtern Gültigkeit besitzen.
15. Ferner soll man wissen, dass die Hausplätze den einzelnen (Bürgern) zu 4 Denar jährlich(em Erbzins) überlassen worden sind.
16. Ferner sollen die Markttage in jeder Woche allen freies Geleit bieten in der Art, dass sie nicht gehalten sind, sich gegen ihre Gläubiger gerichtlich zu verantworten, noch auf andere Ansprüche hin Rede zu stehen, sofern sie nicht verbannt oder geächtet sein sollten, es sei denn, jemand verübte an diesem Ort ungewöhnliche Verbrechen, (für die) er dort bestraft werden muss.
17. Ebenso erkennen wir darauf, auch alle Sonntage nicht mit der gleichen Freiheit zu versehen.
18. Ebenso gestatten wir, dass die Jahrmärkte zwei Tage vor- und zwei Tage nachher unter gleicher Förderung abgehalten werden.
19. Ferner soll der (Stadt)Richter, wenn ein Mitbürger gerichtlich in Bürgschaft(ssachen) bis zum 4 Schilling (Buße) verurteilt wird, beim Empfang (der Gebühren) die Summe von 6 Denar nicht überschreiten.

Gegeben in (der Burg) Mark vom Grafen Adolf, im Jahre der Fleischwerdung des Herren 1213, am 1. November, als Coelestin Papst war. Zeugen des (Rechts)Vorgangs und erste Ratmannen der genannten Stadt sind: Hermann, der Bäcker, Dietrich, der Bäcker, Walther, der Bäcker, Heinrich, der Bäcker, Wernher, der Schmied, Bruno, der Marschalk, Heinrich, der Winzer, Sigebod, der Schuhmacher, Heinrich vom (Wirtschafts)Hofe, Wulfhard, der (gräfliche) Gutsverwalter, Wilhelm vom Unterhofe, Heinrich von Hewingdorf (nicht lokalisiert).“